# Aleksandr Roustemov
Aleksandr Roustemov est un joueur d'échecs russe né le 6 juillet 1973 à Mourmansk, grand maître international depuis 1998.

## Biographie et carrière
Roustemov fut champion de Moscou en 1995 et 1997. En 1997, il remporta le tournoi open du mémorial Rubinstein. En 1999, il remporta le mémorial Efim Geller à Moscou (deuxième tournoi de la coupe de Russie d'échecs), au départage devant Kobalia et le tournoi de Świdnica en Pologne.
Il finit deuxième ex æquo du championnat de Russie d'échecs en 2000 et 2002.
Lors du Championnat du monde de la Fédération internationale des échecs 2000 à New Delhi, il fut éliminé au premier tour par Pavel Tregoubov : 2-2, puis 0,5-1,5 lors des départages.
En 2001, il remporta la coupe d'Europe des clubs d'échecs avec l'équipe du club de Norilsk. L'année suivante, en 2002, son club finit deuxième. 
En 2001, Roustemov gagna l'open de Lorca en Espagne et finit premier ex æquo de la Coupe Politiken à Copenhague. En 2002, il gagna l'open rapide de Bastia.
En 2003, il gagna le tournoi d'échecs de Dos Hermanas, au départage devant Alekseï Dreïev. L'année précédente, en 2002, il s'était qualifié pour le tournoi open en remportant le tournoi de sélection en blitz par internet. 
Lors de l'édition suivante, Roustemov finit deuxième ex æquo du tournoi de Dos Hermanas 2005.
En 2004, il finit premier ex æquo du tournoi open du festival d'échecs de Bienne.